# Club Deportivo Bupolsa
El Club Deportivo Bupolsa es un club de fútbol español originario de la ciudad de Burgos. Fue fundado en 2006 y juega en el Grupo VIII de Tercera División de España.

## Historia
El Club Deportivo Bupolsa se fundó en 2006 con el nombre de Estructuras Tino jugando en Melgar de Fernamental en el campo de El Vivero hasta 2011 que cambia su denominación a Club Deportivo Burgos y traslada su sede a Burgos. Fue filial del Burgos de 2010 a 2012.
En la temporada 2014, cambia su nombre oficialmente a Club Deportivo Beroil Bupolsa.
En la temporada 2016, cambia su nombre oficial a Club Deportivo Bupolsa.
Durante la temporada 2017/2018, realiza la incorporación de Ibon Begoña como nuevo entrenador. 
En 2018 el Club Deportivo Bupolsa incorpora al delantero navarro Xabier Etxarri. 
En el verano de 2018, el club incorpora la figura de director deportivo fichando a Francisco Maraver Martínez. 
El nombre del club procede de la empresa Burgalesa de Poliéster .
Actualmente milita en el grupo VIII de tercera división.
En verano del año 2020 Carlos Cámara es cesado de presidente por decisión judicial y la presidencia la asume el señor Francisco Maraver quien restablece el organigrama del club.
En el año 2022, el club da un giro de 360 grados y cambia su nombre y ahora mismo se denomina CLUB DEPORTIVO BURGALÉS, dando prioridad al fútbol base.

## Estadio
El Club Deportivo Bupolsa juega desde la temporada 2016/17 sus partidos como local en el campo municipal de San Amaro, en Burgos de hierba artificial. Anteriormente el club disputaba sus partidos en el Campo Luis Pérez Arribas de Pallafría.

## Uniforme
- Uniforme titular: Camiseta blanca, pantalón blanco y medias rojas.

- Uniforme suplente: Camiseta negra, pantalón negro y medias negras.

## Datos del club
- Temporadas en 1.ª: 0
- Temporadas en 2.ª: 0
- Temporadas en 2ªB: 0
- Temporadas en 3.ª: 8 (incluyendo la 19-20)
- Mejor puesto en la liga: 8.º (Tercera División de España temporada 13-14)
- Peor puesto en la liga: 16.º (Tercera División de España temporadas 11-12 y 18-19)

## Jugadores y cuerpo técnico

### Plantilla y cuerpo técnico 2020/21
- En 1.ª y 2.ª desde la temporada 1995-96 los jugadores con dorsales superiores al 25 son, a todos los efectos, jugadores del filial y como tales, podrán compaginar partidos con el primer y segundo equipo. Como exigen las normas de la LFP, los jugadores de la primera plantilla deberán llevar los dorsales del 1 al 25. Del 26 en adelante serán jugadores del equipo filial.
- Como exigen las normas de la RFEF desde la temporada 2019-20 en 2.ªB y desde la 2020-21 para 3.ª, los jugadores de la primera plantilla deberán llevar los dorsales del 1 al 22, reservándose los números 1 y 13 para los porteros y el 25 para un eventual tercer portero. Los dorsales 23, 24 y del 26 en adelante serán para los futbolistas del filial, y también serán fijos y nominales.
- Los equipos españoles están limitados a tener en la plantilla un máximo de tres jugadores sin pasaporte de la Unión Europea. La lista incluye solo la principal nacionalidad de cada jugador.La lista incluye sólo la principal nacionalidad de cada jugador. Algunos de los jugadores no europeos tienen doble nacionalidad de algún país de la UE: